# Mecyna marioni
Mecyna marioni là một loài bướm đêm trong họ Crambidae.